# Omphacodes
Omphacodes is een geslacht van vlinders van de familie spanners (Geometridae), uit de onderfamilie Geometrinae.

## Soorten
- O. delicata (Warren, 1905)
- O. directa (Walker, 1861)
- O. divergens (Warren, 1899)
- O. minima Prout, 1913
- O. pulchrifimbria (Warren, 1902)
- O. punctilineata (Warren, 1897)
- O. vivida (Warren, 1899)